# 第48次長期滞在

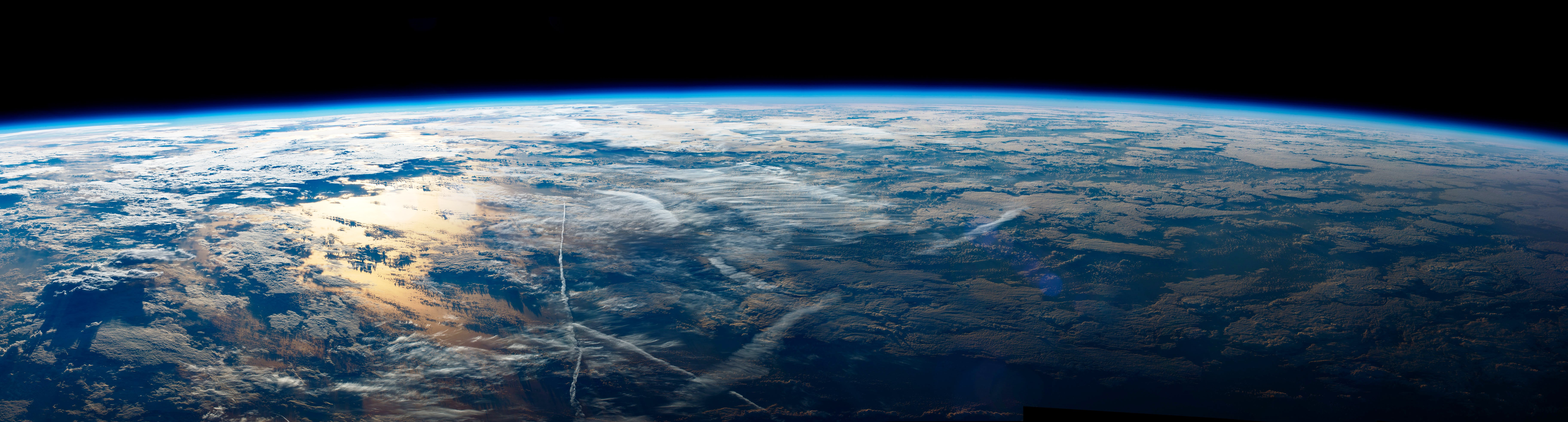
第48次長期滞在でウィリアムズが撮影した日の出のパノラマ。

第48次長期滞在（だい48じちょうきたいざい）は、国際宇宙ステーションへの48回目の遠征。
ジェフリー・ウィリアムズ、アレクセイ・オヴチニン、オレグ・スクリポカが第47次長期滞在から移籍。第48次長期滞在は、2016年6月18日に、ソユーズTMA-19Mが出発したときに始まり、2016年9月6日に、ソユーズTMA-20Mが出発したときに終了した。ソユーズMS-01の乗組員は第49次長期滞在に移された。

## クルー
| ポジション           | 第1期 （2016年6月）                 | 第2期 （2016年7月 - 2016年9月）      |
| -------------------- | ----------------------------------- | ------------------------------------ |
| 司令官               | ジェフリーウィリアムズ、NASA 4度目  | ジェフリーウィリアムズ、NASA 4度目   |
| フライトエンジニア 1 | アレクセイ・オヴチニン 、RSA 初飛行 | アレクセイ・オヴチニン 、RSA 初飛行  |
| フライトエンジニア 2 | オレグ・スクリポカ、RSA 2度目       | オレグ・スクリポカ、RSA 2度目        |
| フライトエンジニア 4 |                                     | アナトリー・イヴァニシン 、RSA 2度目 |
| フライトエンジニア 5 |                                     | 大西卓哉、 JAXA 初飛行               |
| フライトエンジニア 6 |                                     | キャスリーン・ルビンス、NASA 初飛行  |

## 実行されたEVA
|    | スペースウォーカー | 開始（ UTC ）       | 終了（UTC）         | 間隔      |  |  |
|    | |                     |                     |           |  |  |
| 1. | ジェフ・ウィリアムズ キャスリーン・ルビンス | 2016年8月19日 13:04 | 2016年8月19日 19:02 | 5時間58分 |  |  |
| 1. | 与圧結合アダプタ-2への国際ドッキングアダプタ（IDA）の取り付けと次のIDA用のケーブルの取り付け |                     |                     |           |  |  |
| 2. | ジェフ・ウィリアムズ キャスリーン・ルビンス | 2016年9月1日 11:53  | 2016年9月1日 17:41  | 6時間48分 |  |  |
| 2. | このEVAの主な目的は、統合トラス構造セグメントP1の熱ラジエーターを収納することであった。このラジエーターは、第45次長期滞在のEVA2（2015年11月6日）中に撤回される予定だったが、完成しなかった。ラジエーターは、冷却液の漏れを隔離するために、第33次長期滞在のEVA1（2012年11月1日）に配備されていた。追加の完了したタスクには、ステーションのポート/船外側（1天頂、1最下点）へのHDビデオカメラの設置、 SARJボルトへの追加トルクの適用、SARJの内部の写真撮影、ロボットで保護されるハードウェアを覆う保護ブランケットの固定が含まれる。後で操作し、乗組員と機器の翻訳支援（CETA）カートのブレーキハンドルを結び付けて、SARJの回転範囲に入らないようにする。 |                     |                     |           |  |  |